# Parafia Matki Boskiej Anielskiej w Downarach
Parafia pw. Matki Boskiej Anielskiej w Downarach – rzymskokatolicka parafia należąca do dekanatu Mońki, archidiecezji białostockiej, metropolii białostockiej. Siedziba parafii mieści się w Downarach.

## Historia parafii
Po I wojnie światowej w latach 20. XX wieku ks. prał. kan. Ksawery Franciszek Klimaszewski wraz z mieszkańcy Downar i okolicznych wsi przystąpili do budowy kościoła na terenach byłych koszar carskich. Budynek, w którym dawniej mieściło się carskie kasyno wojskowe adaptowano na obiekt sakralny, dobudowując prezbiterium, zakrystię oraz w latach 1926–1931 wieżę o wysokości 31 m. Budulec – cegła i inne materiały pochodziły z rozbiórki miejscowych budynków wojskowych. Świątynia została zbudowana według projektu inż. Pawlika z Białegostoku.
Dekret erekcyjny wydany 5 czerwca 1925 r. stwierdzał, że 5 maja 1925 r. została erygowana przez ks. biskupa wileńskiego Jerzego Matulewicza parafia w Downarach pod wezwaniem Matki Boskiej Anielskiej. Nominatę na pierwszego proboszcza parafii otrzymał ks. Jan Kucharski.
W dniu 5 października 1930 świątynia została konsekrowana przez abp Romualda Jałbrzykowskiego metropolitę wileńskiego.

### Po II wojnie światowej
W roku 1976 mieszkańcy Kulesz i okolicznych wsi wybudowali nieduży obiekt sakralny jako kościół filialny pw. św. Archaniołów Michała, Gabriela i Rafała oraz św. Klary.
Dekretem ks. abp archidiecezji białostockiej Stanisława Szymeckiego, z dniem 2 lipca 1995 r. nastąpił podział parafii - erygowano parafię pw. św. Klary w Kuleszach.
15 października 1994 r. biskup polowy WP gen. dywizji Sławoj Leszek Głódź powierza proboszczowi Parafii Matki Boskiej Anielskiej w Downarach ks. Janowi Szklanko pełnienie obowiązków kapelana garnizonu w Osowcu-Twierdzy.
16 kwietnia 2010 r. w miejscowości Osowiec-Twierdza należącej do parafii Matki Boskiej Anielskiej w Downarach na terenie Fortu I (Centralnego) Twierdzy Osowiec dokonano odsłonięcia „Pomnika ofiar mordu katyńskiego”. Uroczystą polową mszę św. koncelebrował ks. abp senior archidiecezji białostockiej Stanisław Szymecki w asyście kapelanów WP: ks. kan. ppłk Jana Szklanko proboszcza downarskiej parafii oraz ks. prał. ppłk Jana Wołyńca z Olsztyna.

## Miejsca kultu

### Kościół parafialny
Kościół pw. Matki Boskiej Anielskiej w Downarach

### Ołtarze
Oprócz ołtarza stałego w kościele, na obszarze parafii znajdowały się także ołtarze m.in.:
- na terenie Fortu I (Centralnego) Twierdzy Osowiec, podczas uroczystej polowej mszy świętej dnia 16 kwietnia 2010 r. z okazji obchodów 70. rocznicy Zbrodni Katyńskiej[6].

### Cmentarz parafialny

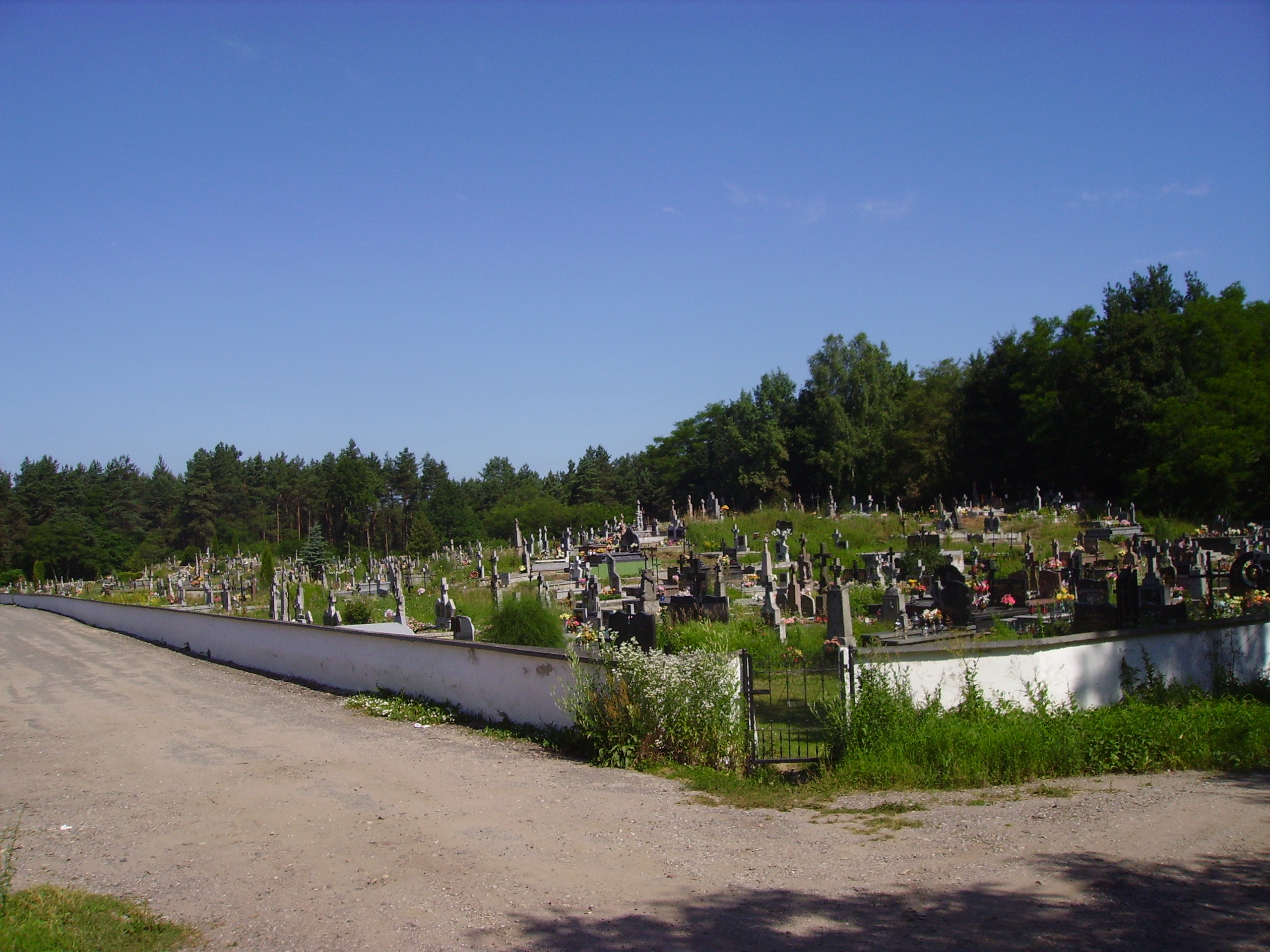
Downary-Plac cmentarz parafialny

Na terenie parafii znajduje się cmentarz grzebalny założony i poświęcony w roku 1925 o powierzchni 4 ha w odległości 0,25 km od kościoła. Pierwszy pochówek odbył się w dniu 16 grudnia 1925 r.

## Inne budowle parafialne i obiekty małej architektury sakralnej

### Plebania
W latach 1927–1928 została zbudowana plebania w stylu dworkowym, według projektu Stanisława Piotrowskiego o wymiarach 21x10x4 m, która posiadała 15 drzwi, 19 okien i 5 pieców. Aktualnie obiekt zabytkowy odrestaurowany w roku 1991, wykorzystywany obecnie przez młodzież oazową. Zespół kościoła parafialnego (jako kościół murowany 1926–1930 i plebania murowana 1927–1928) pw. Matki Boskiej Anielskiej został wpisany do rejestru zabytków 19 grudnia 2000 r. pod numerem A-16.
Proboszcz ks. Jan Szklanko oraz parafianie w roku 1982 podjęli decyzję o budowie nowej plebanii, która została zbudowana w latach 1983–1986.

## Zasięg parafii
W granicach parafii znajdują się miejscowości: 

- Downary-Plac
- Downary (1 km)
- Kramkówka Duża (2,5 km)
- Kramkówka Mała (2 km)
- Olszowa Droga (11 km)
- Osowiec-Twierdza (4 km)
- Owieczki (1 km)
- Rybaki (3 km)
- Żodzie (2 km)

## Proboszczowie
- ks. Jan Kucharski (1925–1926)
- ks. Stanisław Glakowski (1926–1926)
- ks. Benedykt Borkowski (1926–1931)
- ks. Józef Reszeć (1931–1938), kapelan garnizonu w Osowcu
- ks. Henryk Helmer (1938–1939)
- ks. Henryk Sobolewski (1939–1959)
- ks. Antoni Szumowski (1959–1960), administrator
- ks. Zygmunt Piskor (1960–1973)
- ks. Jan Karaczewski-Wołk (1973–1976)
- ks. Józef Łoś (1976–1982)
- ks. kan. ppłk. Jan Szklanko (1982–2013), kapelan garnizonu Osowiec od 15.10.1994 r.
- ks. kan. Ryszard Paszkiewicz (2013-2024)
- ks. Dariusz Gutowski (od 2024)

### Księża

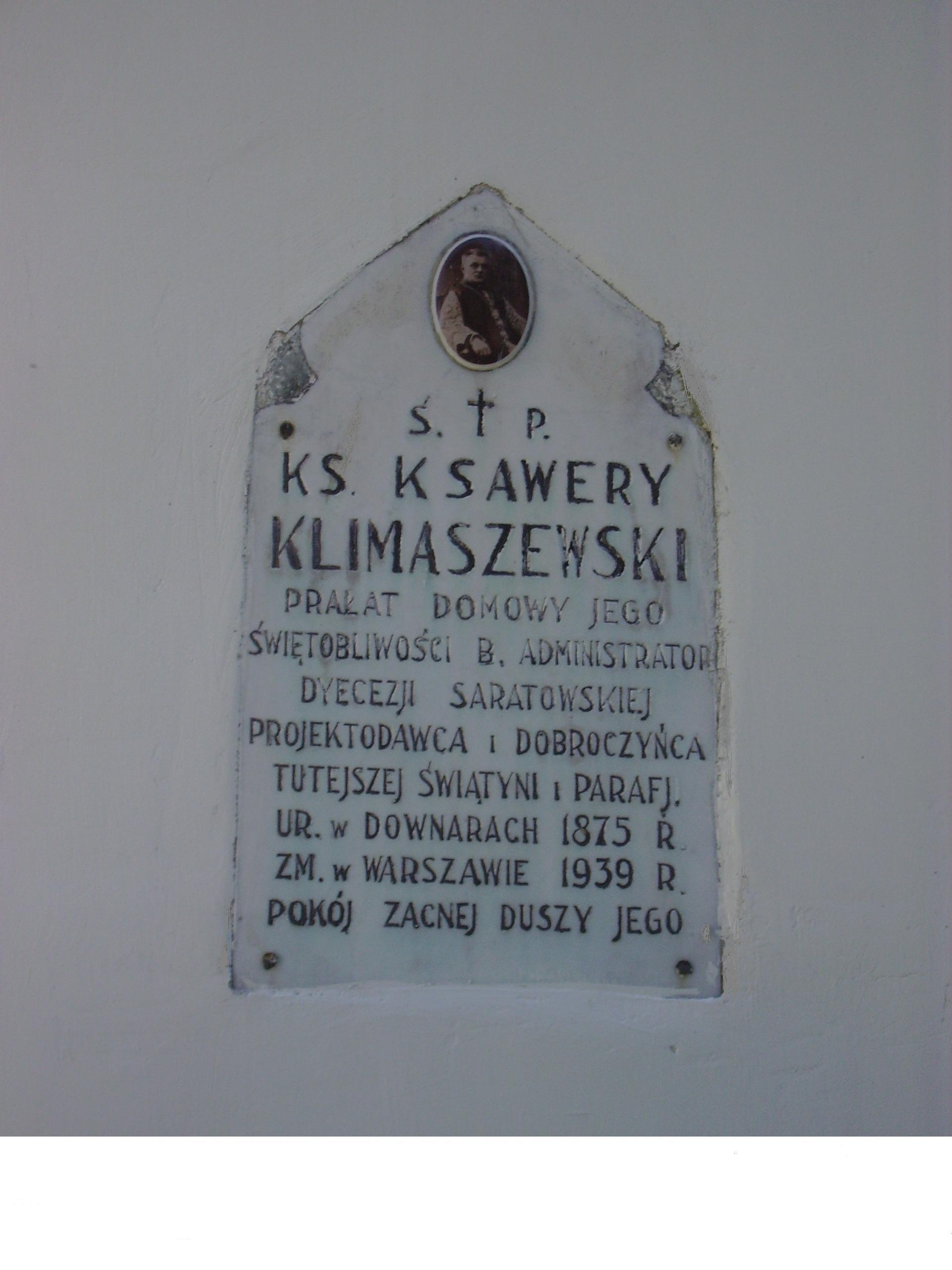
Tablica pamiątkowa poświęcona ks. prał. Ksaweremu Klimaszewskiemu

Z parafii pw. MB Anielskiej w Downarach pochodzą księża;
- ks. kan. Alfred Butwiłowski z Kramkówki Dużej – proboszcz i kustosz sanktuarium MB Bolesnej w Świętej Wodzie (parafia Wasilków)
- ks. prał. kan. Ksawery Franciszek Klimaszewski z Downar (ur. 1875, zm. 1939 w W-wie) – inicjator budowy kościoła i utworzenia parafii. Były administrator (wikariusz generalny) Diecezji tyraspolskiej w latach 1918–1921

## Galeria zdjęć

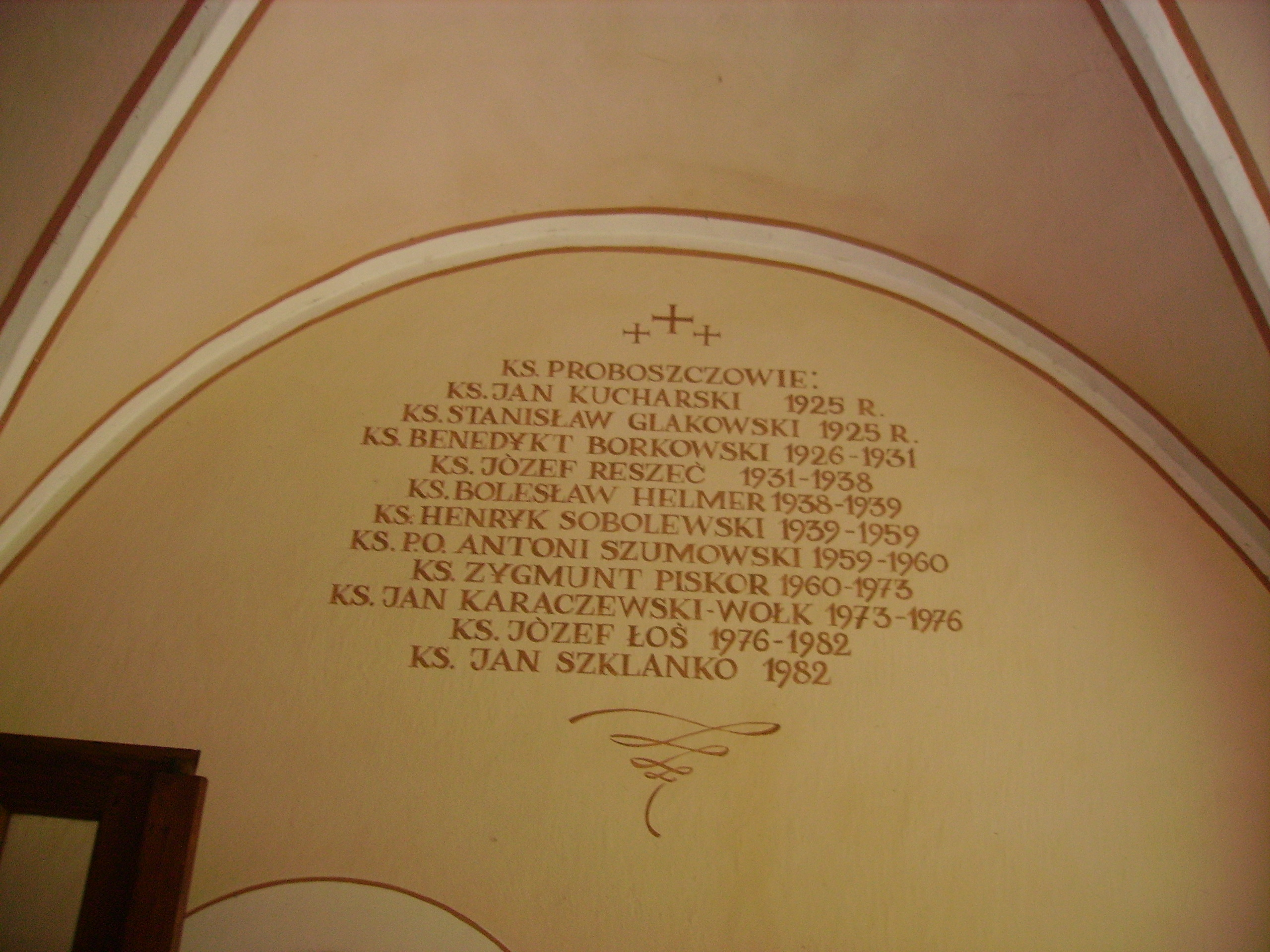
Proboszczowie parafii pw. Matki Boskiej Anielskiej w Downarach
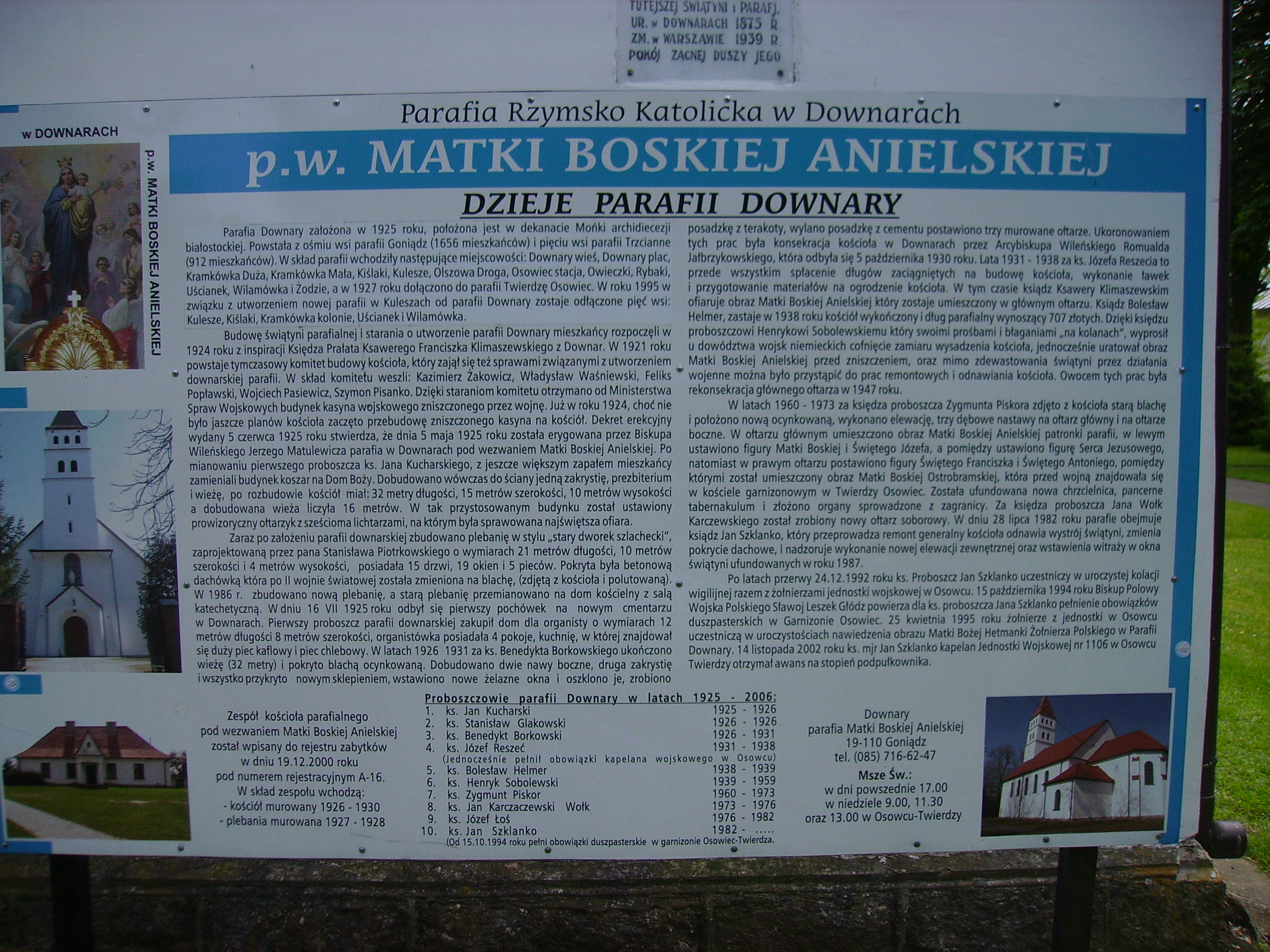
Z dziejów parafii MB Anielskiej w Downarach
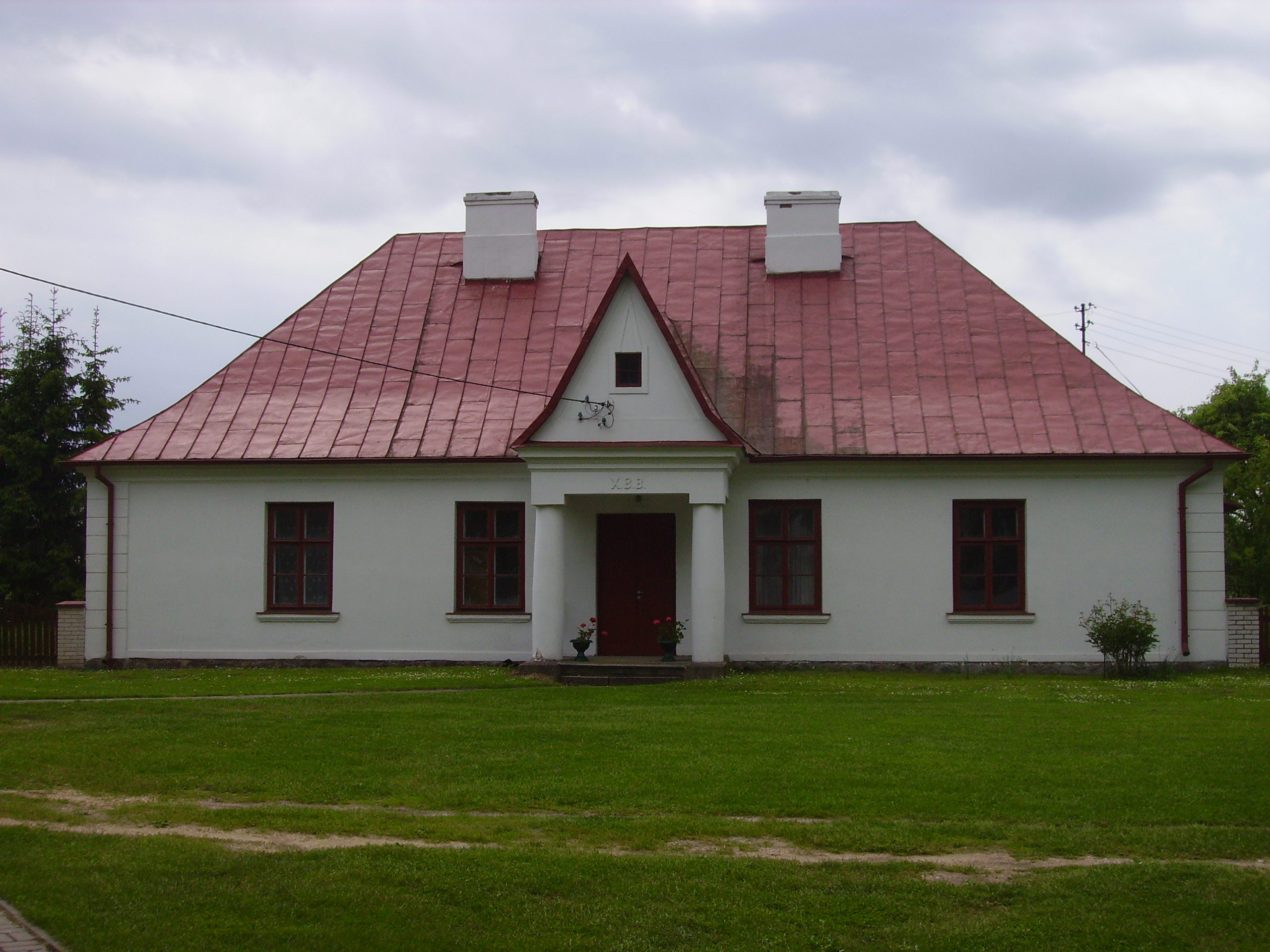
Zabytkowa plebania z lat 1927–1928
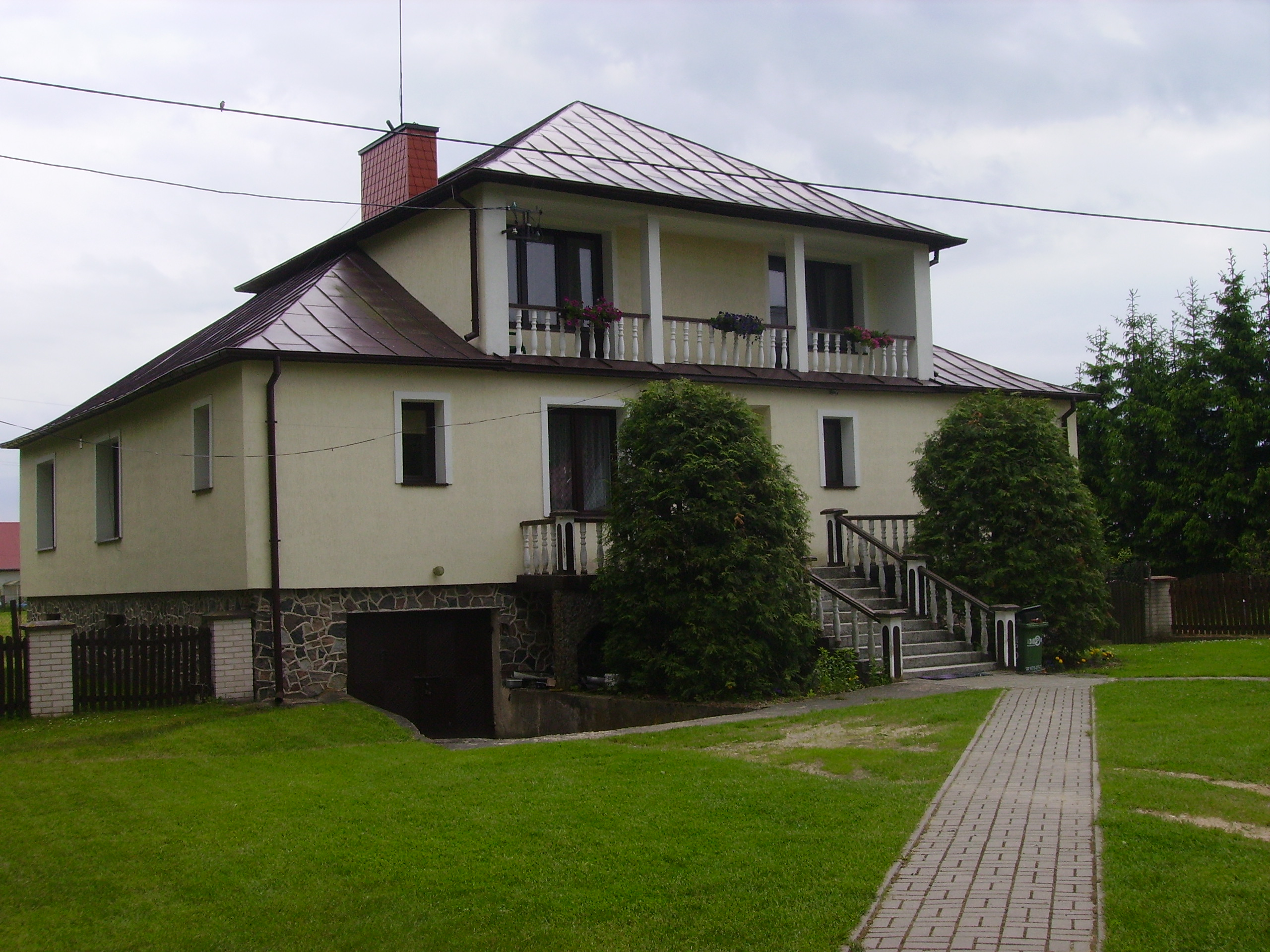
Plebania zbudowana w latach 1983–1986
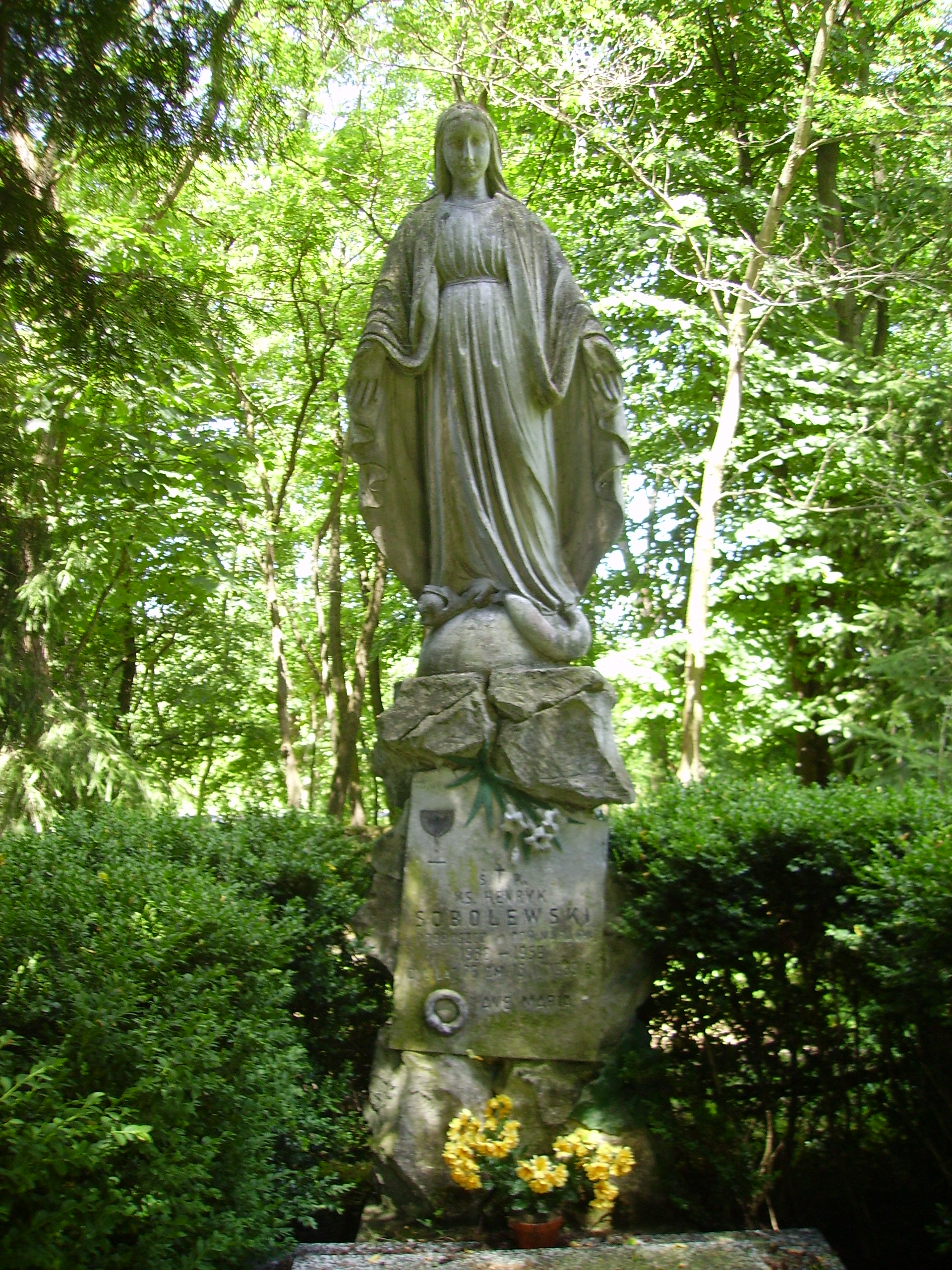
Grób proboszcza ks. Henryka Sobolewskiego (zm. 13.II.1959 r.) na placu przy Kościele MB Anielskiej
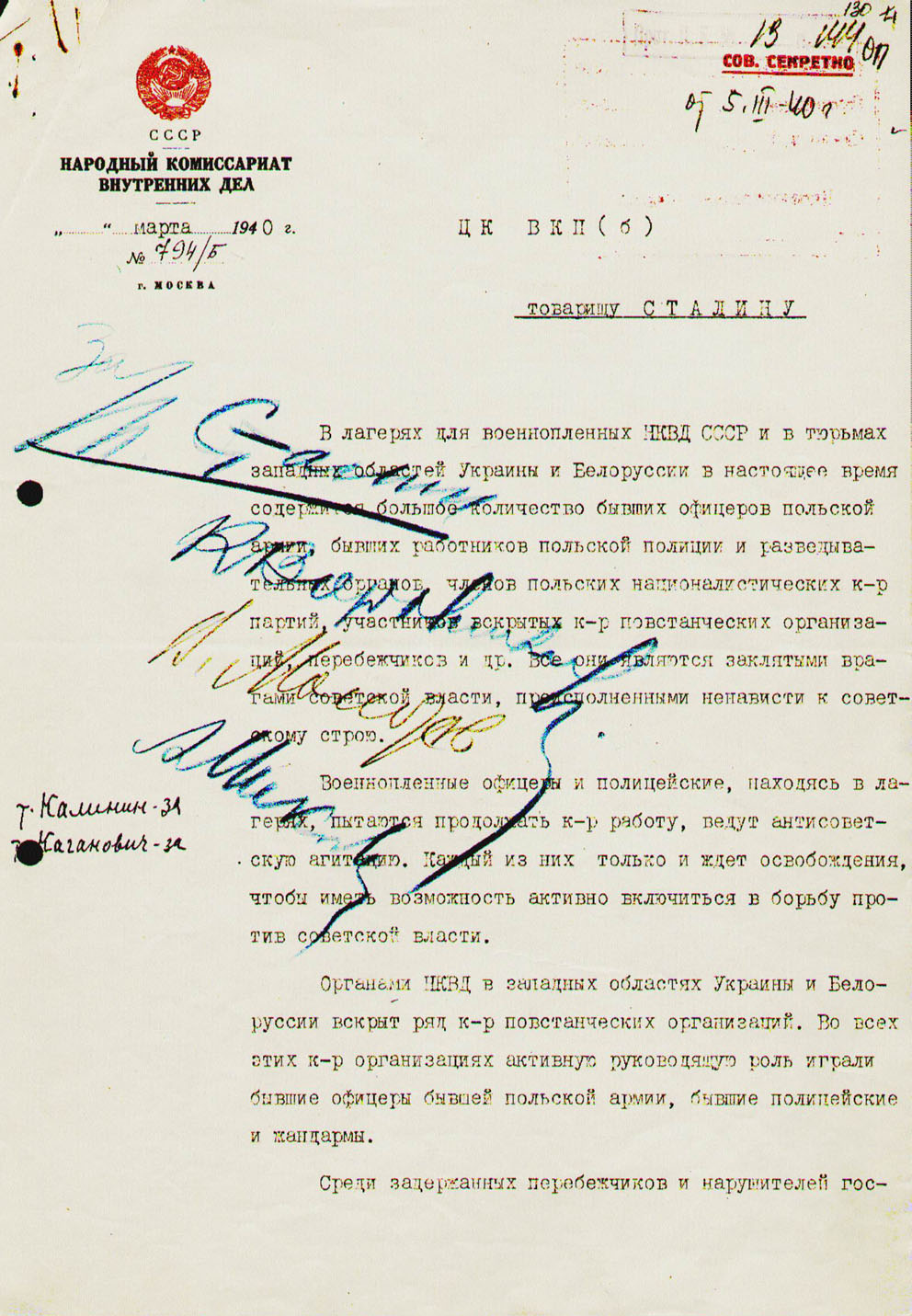
Decyzja katyńska z 5 marca 1940 wniosek Ławrentija Berii z akceptacją członków Politbiura WKP(b)
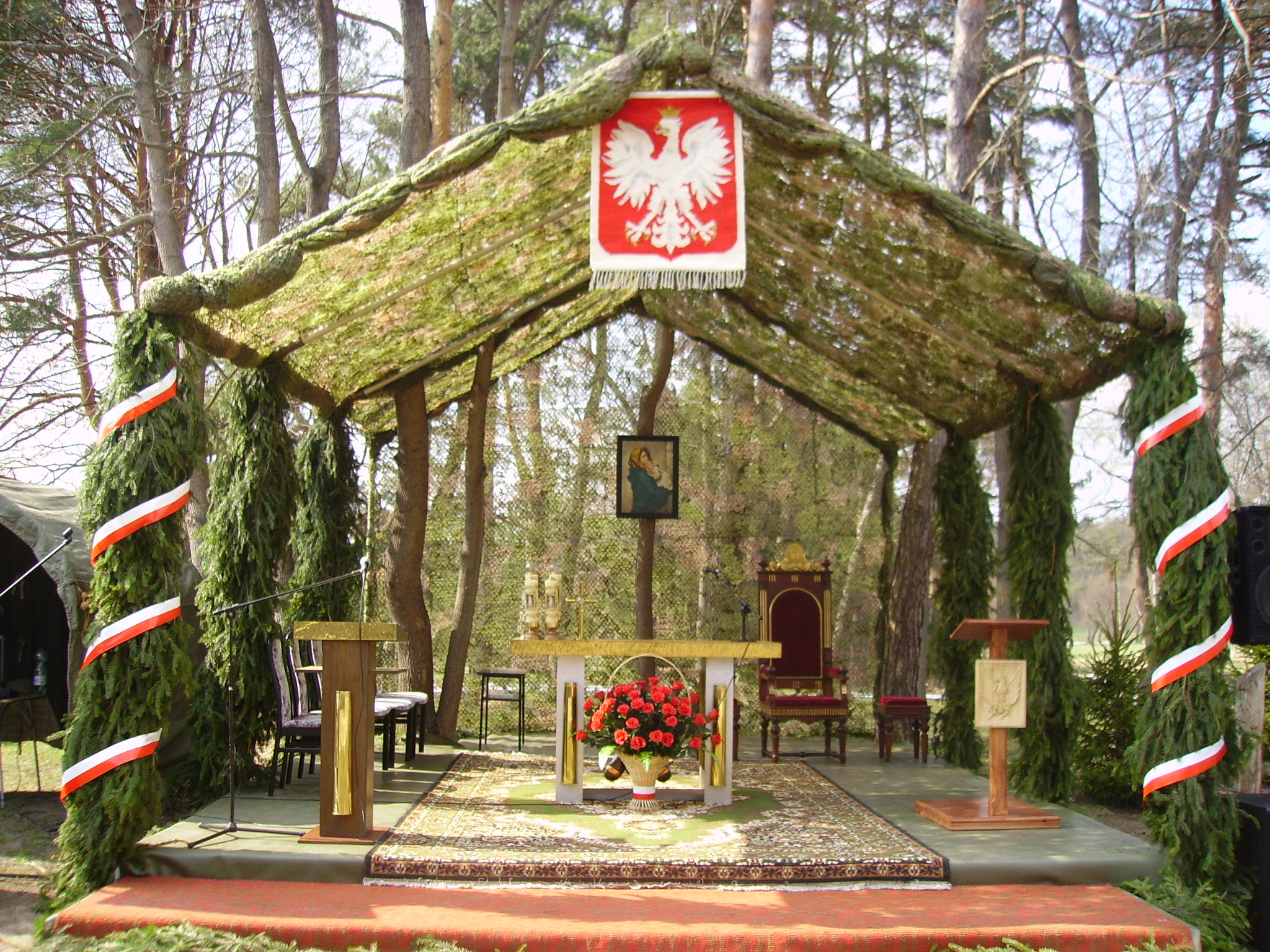
Wojskowy ołtarz polowy zbudowany na uroczystość odsłonięcia pomnika w dniu 16 kwietnia 2010 r.
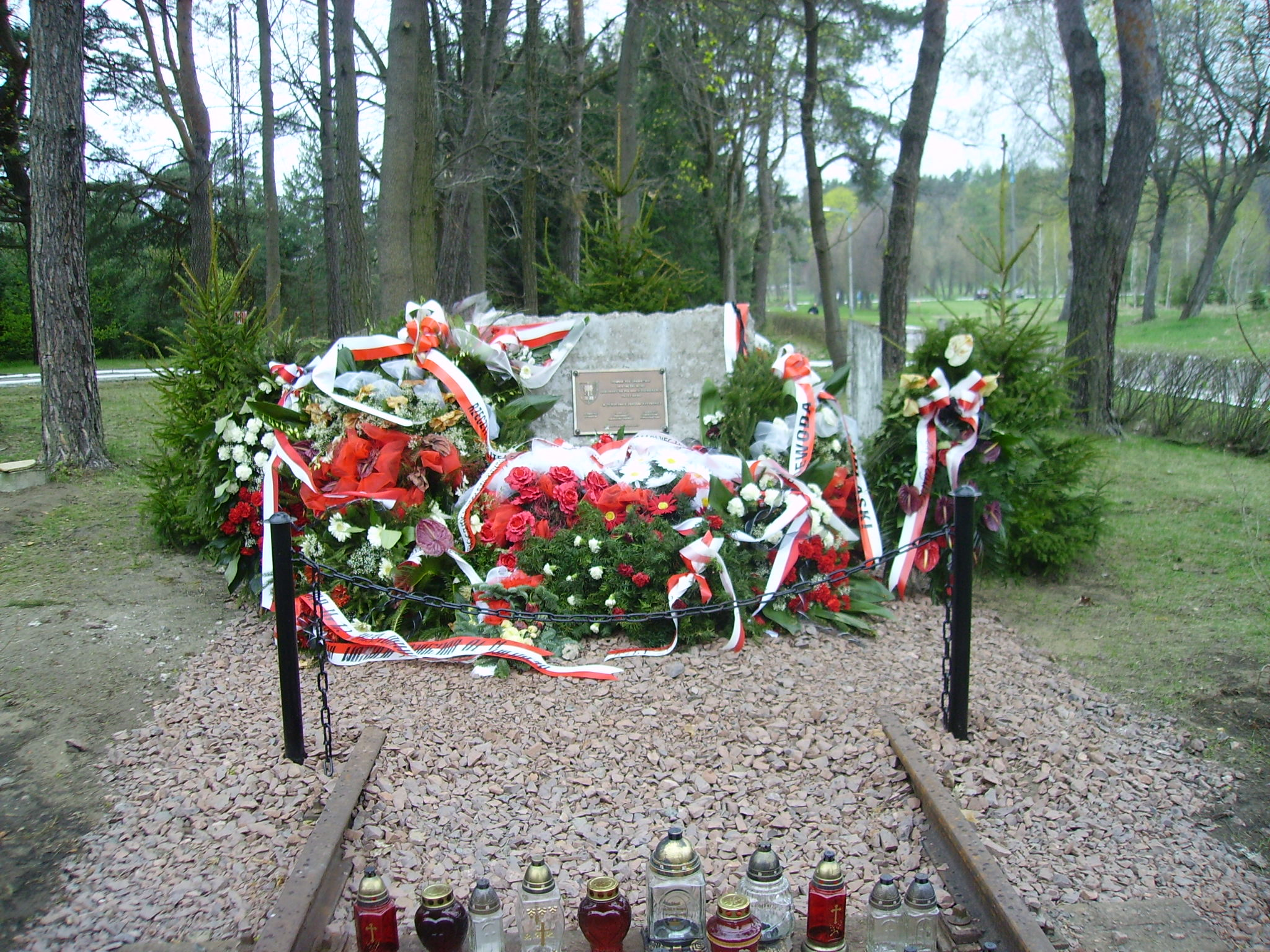
Osowiec-Twierdza. Pomnik ofiar mordu katyńskiego
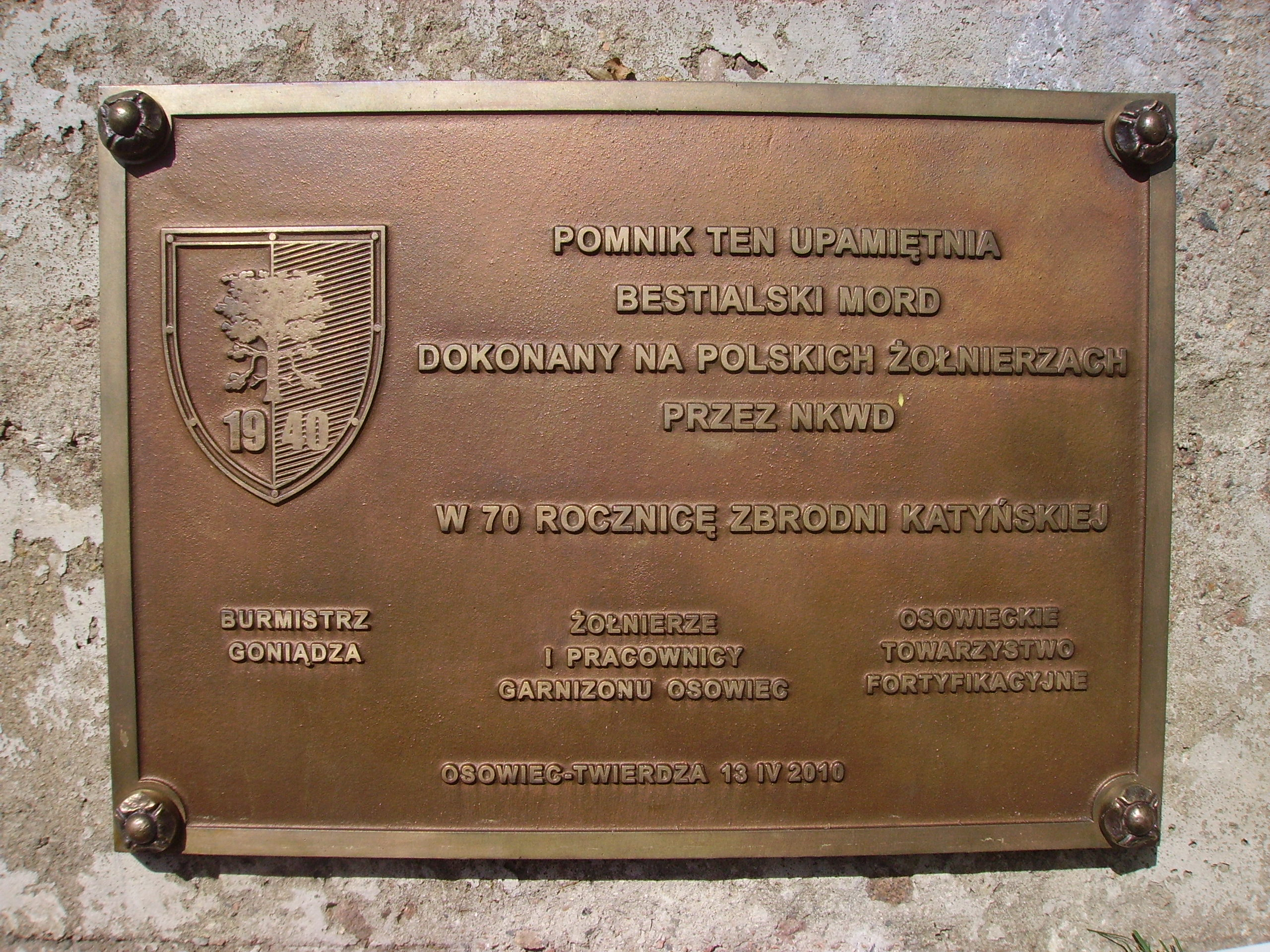
Tablica upamiętniająca 70-lecie mordu NKWD na polskich żołnierzach
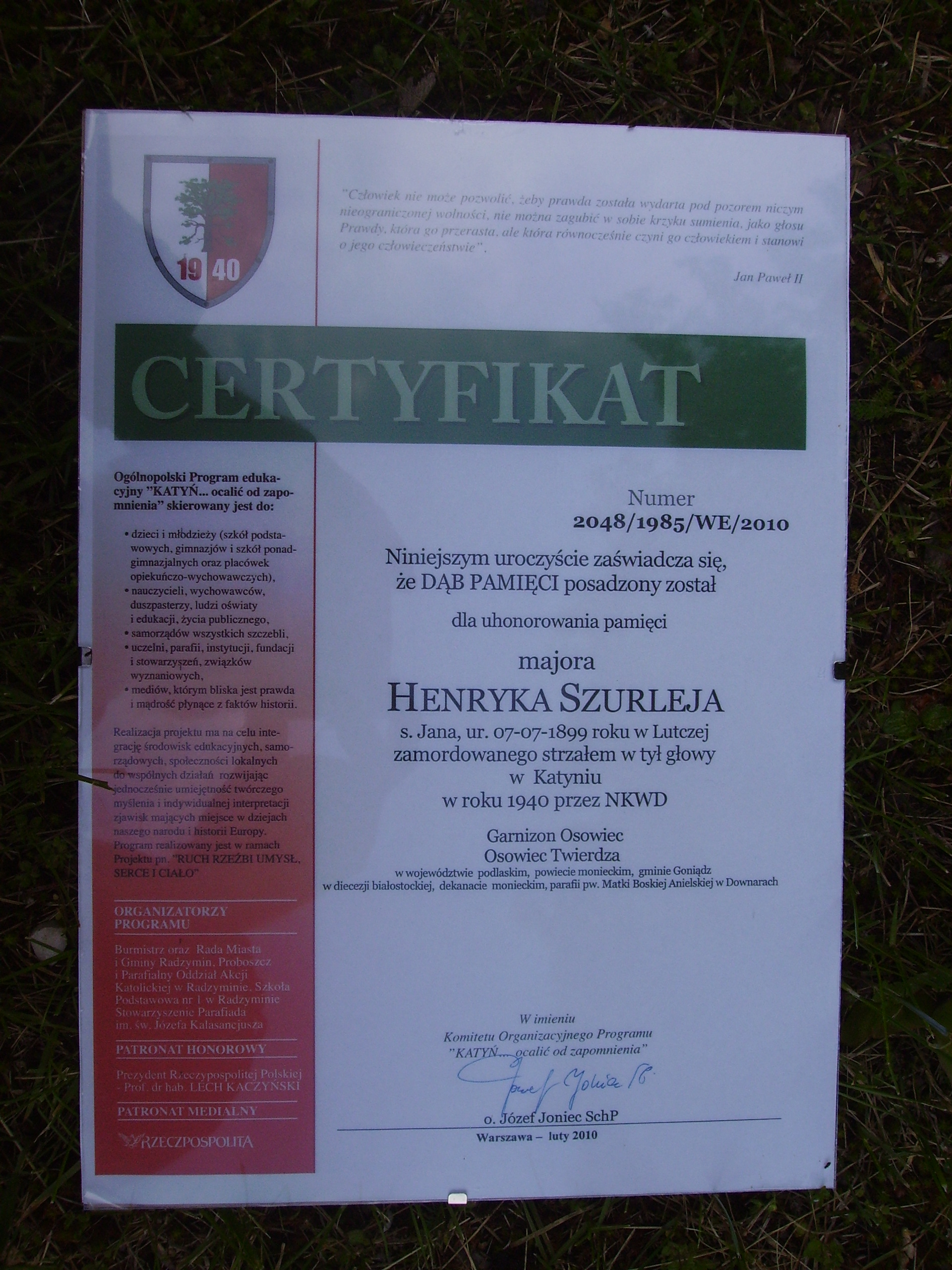
Certyfikat upamiętniający męczeńską śmierć polskiego oficera KOP-u
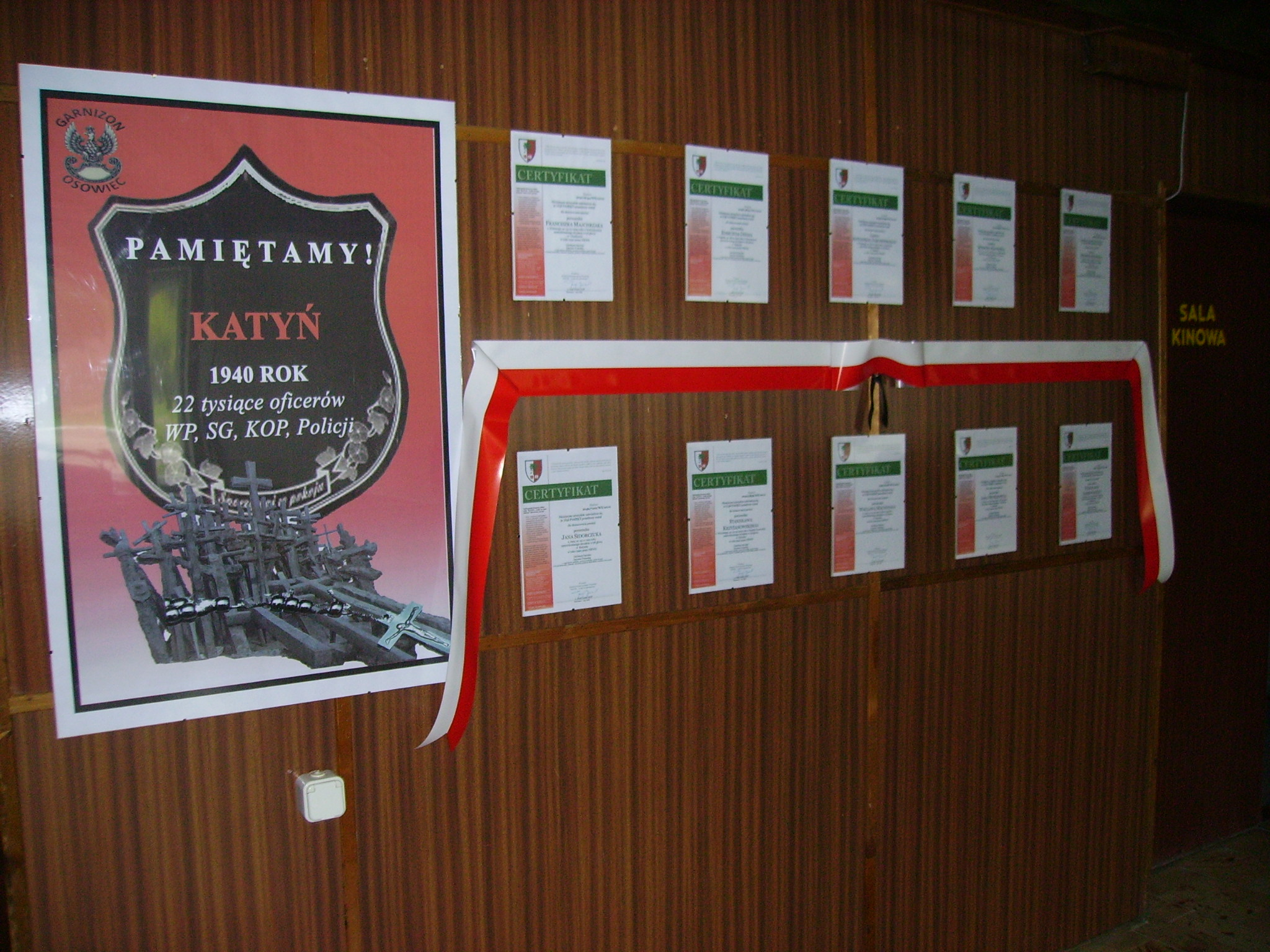
Ściana pamięci – certyfikaty upamiętniające 10 pomordowanych oficerów
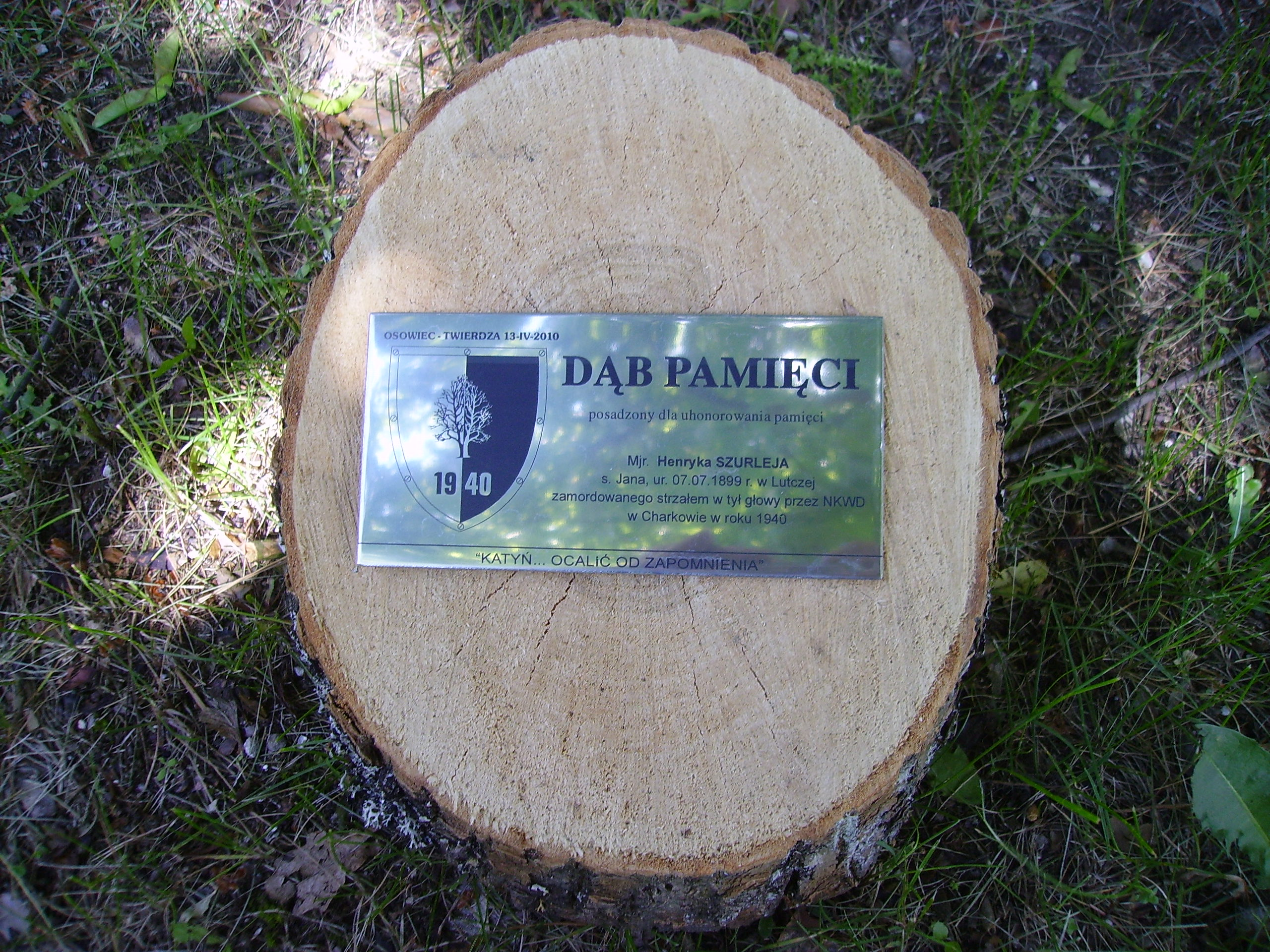
Tabliczka do posadzonego Dębu Pamięci upamiętniającego śmierć mjr Henryka Szurleja